# Liste von Persönlichkeiten der Stadt Sindelfingen
Diese Liste von Persönlichkeiten der Stadt Sindelfingen zeigt die Bürgermeister, Ehrenbürger, Söhne und Töchter der Stadt Sindelfingen und deren Stadtteile (Darmsheim und Maichingen), sowie weitere Persönlichkeiten, die mit Sindelfingen verbunden sind. Die Liste erhebt keinen Anspruch auf Vollständigkeit.

## Bürgermeister
Folgende Personen waren Bürgermeister von Sindelfingen:
- 1819–1826: Johann Friedrich Dinkelacker
- 1826–1832: Johann Breuning
- 1832–1849: Christian Immanuel Conz
- 1850–1895: Johann Gottfried Frank
- 1895–1932: Wilhelm Hörmann
- 1932–1945: Karl Pfitzer
- 1945–1946: Werner Häring
- 1946–1977: Arthur Gruber
- 1977–1993: Dieter Burger
- 1993–2001: Joachim Rücker (SPD)
- 2001–2025: Bernd Vöhringer (CDU)
- seit 2025: Markus Kleemann (CDU)

## Ehrenbürger
Folgenden Personen, die sich in besonderer Weise um das Wohl oder das Ansehen der Kommune verdient gemacht haben, verlieh die Stadt Sindelfingen das Ehrenbürgerrecht:
- 1918: Mina Zweigart, Mitinhaberin der Firma Zweigart
- 1946: Wilhelm Hörmann, Bürgermeister
- 1951: Wilhelm Haspel, Direktor und Vorstandsvorsitzender von Daimler-Benz
- 1963: Wilhelm Langheck, Direktor von Daimler-Benz
- 1963: Arthur K. Watson, Präsident von IBM
- 1970: Karl Hummel, Gemeinderat und Fraktionsvorsitzender
- 1975: Ernst Schäfer, Gemeinderat und Landtagsabgeordneter
- 1977: Arthur Gruber, Oberbürgermeister

Daneben vergibt die Stadt Sindelfingen noch Ehrenplaketten in Gold und Silber an Personen, die sich um die Stadt verdient gemacht haben. Ehrungen dieser Art erhielten unter anderem Roger Combrisson (Bürgermeister der Partnerstadt Corbeil-Essonnes) und Arthur Gruber.

## Söhne und Töchter der Stadt
Folgende Personen wurden in Sindelfingen (bzw. in einem Stadtteil des heutigen Stadtgebiets von Sindelfingen) geboren:

### 15. bis 18. Jahrhundert
- um 1444, Johannes Widmann (in Maichingen), † 31. Dezember 1524 in Pforzheim, Leibarzt des Herzogs Eberhard im Bart und des Herzogs Ulrich von Württemberg
- um 1482 Jakob Henrichmann, † 28. Juni 1561 in Augsburg, Humanist, Jurist und Geistlicher
- um 1524, Barbara Breuninger, † August 1609 in Sindelfingen, Opfer der Hexenverfolgungen in Sindelfingen im Alter von 85 Jahren
- 1576, 11. September, Jakob Beyrlin, † nach 1618, Buchbinder und Schriftsteller
- 1720, 3. Juli, Philipp Ulrich Moser, † 6. August 1792 in Dettingen am Albuch, Pfarrer
- 1765, 10. November, Karl Heinrich von Gros, † 9. November 1840 in Stuttgart, Jurist und Hochschullehrer in Erlangen
- 1782, 30. April, Albert Schott, † 6. Juni 1861 in Stuttgart, Jurist und Politiker, Abgeordneter in der Frankfurter Nationalversammlung

### 19. Jahrhundert
- 1806, 6. Juni, Ottmar Schönhuth, † 6. Februar 1864 in Edelfingen (heute Bad Mergentheim), Pfarrer und Historiker
- 1806, 25. September, Wilhelm Friedrich Dinkelacker, † 25. Mai 1884 in Tuttlingen, Abgeordneter im württembergischen Landtag
- 1818, 7. Mai, Adolf Widmann (in Maichingen), † 26. Mai 1878 in Berlin, Schriftsteller und politischer Publizist
- 1820, 26. November, Friedrich Heise, † 22. Juli 1866 in Cannstatt, Komiker
- 1837, 21. Dezember, Ferdinand Haug, † 21. Juni 1925 in Stuttgart, klassischer Archäologe, Schuldirektor am Gymnasium Mannheim
- 1854, 3. August, Christian Friedrich von Römer, † 25. Februar 1920 in Stuttgart, Stiftsprediger und Prälat von Württemberg
- 1868, 17. März, Mina Moscherosch, † 8. Dezember 1961 in Chicago, Kostümbildnerin und Stifterin des Wilhelminenheims
- 1880, 5. August, Albert Schramm, † 25. Oktober 1937 in Tübingen, Buchwissenschaftler

### 20. Jahrhundert

#### 1901 bis 1960
- 1906, 27. Juni, Ernst Schäfer, † 12. Februar 1989, Gewerkschafter und Politiker (SPD)
- 1915, 6. April, Friedrich Schäfer, † 31. August 1988 in Tübingen, Politiker (SPD), Mitglied des Bundestages
- 1920, 25. Mai, Fritz Held, † 1. Juli 1992 in Stuttgart, Kinderpsychiater und Neurologe
- 1921, 25. April, Karl Ganzhorn, † 25. August 2014 in Sindelfingen, Physiker, Gründer des IBM-Labors Böblingen und Vorstandsmitglied von IBM Deutschland
- 1926, 7. Januar, Otto Knoch, † 17. November 1993 in Beutelsbach, katholischer Theologe, Geistlicher und Exeget
- 1933, 8. März, Gert Hummel, † 15. Mai 2004 in Tiflis, evangelischer Theologe und Bischof der Evangelisch-Lutherischen Kirche in Georgien
- 1941, 30. Januar, Horst K. Jandl, österreichischer Maler
- 1941, 27. April, Lutz Ackermann, Bildhauer
- 1941, 30. Juni, Wolfgang Hermann Körner, † Februar 2021 in Trier, Schriftsteller
- 1943, 10. Februar, Joachim Schultis, Kommunalpolitiker
- 1943, 14. Juli, Werner Schmidt, Bankier
- 1947, 11. August, Thomas Vogel, † 20. Oktober 2017 in Tübingen, Schriftsteller und Journalist
- 1948, 6. April, Friederike Roth, Schriftstellerin
- 1948, 27. Mai, Helge Bathelt, † 4. Juli 2023, Kunsthistoriker
- 1948, 7. September, Joachim Schmidt, Mathematiker, Manager und Fußballfunktionär
- 1948, 25. November, Günter Müller, Wirtschaftsinformatiker
- 1952, 11. September, Harald Braun, Diplomat, Vizepräsident der UN-Generalversammlung
- 1954, 25. April, Erich Klemm, Vorsitzender des Gesamtbetriebsrats und stellv. Vorsitzender des Aufsichtsrates der Daimler AG
- 1956, 28. August, Sigrid Hofer, Kunsthistorikerin
- 1957, 14. August, Diana Kiehl, † 6. Juli 2015 in Sindelfingen, Künstlerin, Malerin
- 1957, 26. November, Rainer Kuppinger, Fußballtorwart
- 1960, Norbert Weimper, Autor und Journalist
- 1960, 9. Februar, Christof Mauch, Historiker und Hochschullehrer, Direktor des Rachel Carson Centers für Umwelt und Gesellschaft

#### 1961 bis 2000
- 1963, Ursel Fantz, Plasmaphysikerin
- 1963, Meike Herz, politische Beamtin
- 1963, 16. Oktober, Günter Bechly, † 6. Januar 2025 in Vitis, Paläontologe und Entomologe
- 1963, 25. Dezember, Elke Scheuermann, Innenarchitektin, Bühnen- und Kostümbildnerin
- 1964, 15. September, Anne Kolb, Althistorikerin und Hochschullehrerin
- 1965, 22. Februar, Ulrich Michael Heissig – alias „Irmgard Knef“, Kabarettist – Deutscher Kabarettpreis 2004
- 1965, 26. Juli, Heidrun Gärtner, Schauspielerin
- 1965, 10. Oktober, Svenja Goltermann, Neuzeithistorikerin, Mentalitätsforscherin
- 1966, Gerald Maier, Historiker und Archivar
- 1966, Uwe Spinder, Kabarettist
- 1966, 24. Mai, Elke Zimmer, Politikerin (Bündnis 90/Die Grünen), Landtagsabgeordnete
- 1966, 22. September, Guido Kühn, Medien- und Kommunikationsdesigner, Medienkünstler und Hochschullehrer
- 1966, 20. November, Oliver Hasenfratz, † 14. November 2001 in Berlin, Schauspieler
- 1967, 20. Januar, Gisela Splett, Politikerin (Bündnis 90/Die Grünen), Landtagsabgeordnete und Staatssekretärin
- 1967, 1. Juli, Ulrike Egelhaaf-Gaiser, Altphilologin
- 1967, 3. Juli, Andreas Lippoldt, Bogenschütze
- 1967, 19. August, Jörg Baldauf, Behindertensportler
- 1968, Monika Henschel, Henschel Quartett (Viola)
- 1968, 25. Januar, Petra Schwille, Physikerin
- 1968, 3. Februar, Marlis Petersen, Sängerin
- 1968, 14. Februar, Gerd Dörich, Radrennfahrer
- 1968, 24. Oktober, Bernd Vöhringer, Politiker (CDU), von 2001 bis 2025 Oberbürgermeister von Sindelfingen
- 1968, 23. November, Stefan Bayer, Ökonom, Hochschullehrer
- 1969, Iris Alanyalı, Journalistin und Schriftstellerin
- 1969, Stephan Grüninger, Wirtschaftswissenschaftler, Hochschullehrer
- 1969, Christoph Henschel, Violinist, Henschel Quartett
- 1969, 23. April, Bernd Hornikel, Politiker, Oberbürgermeister von Schorndorf
- 1970, Harley Krohmer, Direktor des Instituts für Marketing und Unternehmensführung an der Universität Bern
- 1971, 17. März, Pia Maier, Bundestagsabgeordnete (PDS)
- 1971, 3. Juli, Pascal Kober, Pfarrer und Politiker (FDP), Bundestagsabgeordneter
- 1976, Claudia Trippel, Professorin für Psychologie an der Hochschule Kehl
- 1977, 1. September, Florian Hassler (in Maichingen), Politiker (Bündnis 90/Die Grünen)
- 1978, 11. Oktober, Sascha Reinelt, Hockeyspieler
- 1983, 22. Juli, Marko Kopilas, deutsch-kroatischer Fußballspieler
- 1984, Matthias Ebner, Politiker (Tierschutzpartei)
- 1984, 12. März, Jessica Schülke, Politikerin (AfD)
- 1984, 1. September, Susanne Stadlmüller, Eiskunstläuferin
- 1985, 14. September, Dennis Wilke, Handballspieler
- 1987, Ivana Puljiz, Archäologin
- 1987, 20. April, Michael Klauß, Fußballspieler
- 1987, 16. Juli, Philipp Pflieger, Leichtathlet
- 1992, 3. Februar, Christian Mehler, Jazzmusiker
- 1994, 13. Mai, Amar Rahmanović, bosnischer Fußballspieler

### 21. Jahrhundert
- 2001, 19. Juni, Melvin Ramusović, deutsch-bosnischer Fußballspieler

## Weitere mit Sindelfingen in Verbindung stehende Persönlichkeiten
Folgende Persönlichkeiten, die nicht dort geboren sind, jedoch dort gewirkt haben, sind mit der Stadt Sindelfingen und deren Stadtteile verbunden:
- Wilhelm Friedle (1889–1935), Betriebsdirektor der Daimler-Benz AG Werk Sindelfingen bis 1935 brachte das Fließband nach Deutschland
- Sigfried Uiberreither (* 1908; † 29. Dezember 1984 in Sindelfingen als Friedrich Schönharting), österreichischer Jurist und Funktionsträger der NSDAP (Gauleiter und Landeshauptmann der Steiermark; SA-Brigadeführer für die Mittelsteiermark)
- Paul Nagler (* 1925; † 19. Mai 2018 in Sindelfingen), Architekt; plante rund 40 Kirchenbauten in der Diözese Rottenburg-Stuttgart und darüber hinaus
- Eberhard Gabler (* 1933), Ornithologe; Gründer und langjähriger Leiter des Vogelschutz-Informations-Zentrum (VIZ) in Sindelfingen
- Roland Emmerich (* 1955), Hollywood-Regisseur; wuchs in Sindelfingen auf und drehte in der Umgebung seine ersten Filme
- Joachim Wolf (* 1959), Politiker; war von 1999 bis 2007 Leiter des Schul-, Sport- und Bäderamtes der Stadt Sindelfingen
- Marc Meiling (* 1962), kämpfte viele Jahre für den VfL Sindelfingen in der 1. Judo-Bundesliga und erhielt bei den Olympischen Spielen 1988 in Seoul eine Silbermedaille
- Mimoun Azizi (* 1972), Neurologe, Politikwissenschaftler und Soziologe; Chefarzt der Klinik für Geriatrie und Neurogeriatrie im Klinikverbund Südwest
- Nico Lauxmann (* 1975), Politiker (CDU); war von 2004 bis 2010 für die Stadt Sindelfingen tätig